# Sphecodes vumbuensis
Sphecodes vumbuensis är en biart som beskrevs av Blüthgen 1928. Sphecodes vumbuensis ingår i släktet blodbin, och familjen vägbin. Inga underarter finns listade i Catalogue of Life.